# Dantumadiel
Dantumadiel (anhörenⓘ) (niederländisch Dantumadeel (anhörenⓘ)) ist eine Gemeinde der Provinz Friesland (Niederlande). Sie hat 19.138 Einwohner (Stand: 1. Januar 2025).
Die Gemeinde benutzt die friesischen Ortsnamen. Der Verwaltungssitz ist Damwâld (Damwoude), die andere Orte in der Gemeinde sind: Broeksterwâld (Broeksterwoude), De Falom (De Valom), De Westereen (Zwaagwesteinde), Driezum (Driesum), Feanwâlden (Veenwouden), Feanwâldsterwâl (Veenwoudsterwal), Readtsjerk (Roodkerk), Rinsumageast (Rinsumageest), Sibrandahûs (Sijbrandahuis) und Wâlterswâld (Wouterswoude).

## Politik

### Sitzverteilung im Gemeinderat
In Dantumadiel formiert sich der Gemeinderat wie folgt:
| Partei                         | Sitze | Sitze | Sitze | Sitze | Sitze | Sitze | Sitze | Sitze | Sitze | Sitze | Sitze |
| Partei                         | 1982  | 1986  | 1990  | 1994  | 1998  | 2002  | 2006  | 2010  | 2014  | 2018  | 2022  |
| ------------------------------ | ----- | ----- | ----- | ----- | ----- | ----- | ----- | ----- | ----- | ----- | ----- |
| CDA                            | 7     | 6     | 6     | 4     | 5     | 5     | 4     | 5     | 5     | 5     | 4     |
| Sociaal Links a                | –     | –     | –     | –     | –     | –     | –     | –     | –     | 3     | 3     |
| ChristenUnie                   | –     | –     | –     | –     | –     | 3     | 2     | 2     | 3     | 3     | 3     |
| Gemeentebelangen Dantumadiel b | –     | –     | –     | –     | –     | –     | –     | –     | –     | 3     | 3     |
| FNP                            | 0     | 0     | –     | –     | –     | 2     | 2     | 1     | 2     | 1     | 2     |
| SGP                            | 2     | 1     | 1     | 1     | 1     | 1     | 1     | 1     | 1     | 1     | 1     |
| BVNL                           | –     | –     | –     | –     | –     | –     | –     | –     | –     | –     | 1     |
| VVD                            | 2     | 2     | 1     | 1     | 1     | 1     | 0     | –     | –     | 1     | 0     |
| Dantumadeel ’82 b              | 2     | 2     | 2     | 6     | 3     | 3     | 4     | 3     | 2     | –     | –     |
| PvdA a                         | 3     | 5     | 5     | 3     | 4     | 2     | 4     | 3     | 2     | –     | –     |
| Lagere Lasten Dantumadiel b    | –     | –     | –     | –     | –     | –     | –     | 2     | 2     | –     | –     |
| Burgerbelangen                 | –     | –     | –     | –     | –     | –     | 0     | –     | –     | –     | –     |
| GroenLinks a                   | –     | –     | –     | –     | –     | 0     | –     | –     | –     | –     | –     |
| RPF                            | 1     | 1     | 2     | 2     | 3     | –     | –     | –     | –     | –     | –     |
| GPV                            | 0     | –     | 2     | 2     | 3     | –     | –     | –     | –     | –     | –     |
| Lijst Hoekstra                 | –     | 0     | –     | –     | –     | –     | –     | –     | –     | –     | –     |
| D66                            | 0     | –     | –     | –     | –     | –     | –     | –     | –     | –     | –     |
| PPR                            | 0     | –     | –     | –     | –     | –     | –     | –     | –     | –     | –     |
| Gesamt                         | 17    | 17    | 17    | 17    | 17    | 17    | 17    | 17    | 17    | 17    | 17    |

Anmerkungen

### Bürgermeisterin
Seit dem 18. November 2024 ist Anja Haga (ChristenUnie) kommissarische Bürgermeisterin der Gemeinde. Zu ihrem Kollegium zählen die Beigeordneten Rommy Kempenaar (Sociaal Links), Gerben Wiersma (ChristenUnie), Kees Wielstra (Gemeentebelangen Dantumadiel) sowie der Gemeindesekretär Ronald Dijksterhuis.

## Bilder

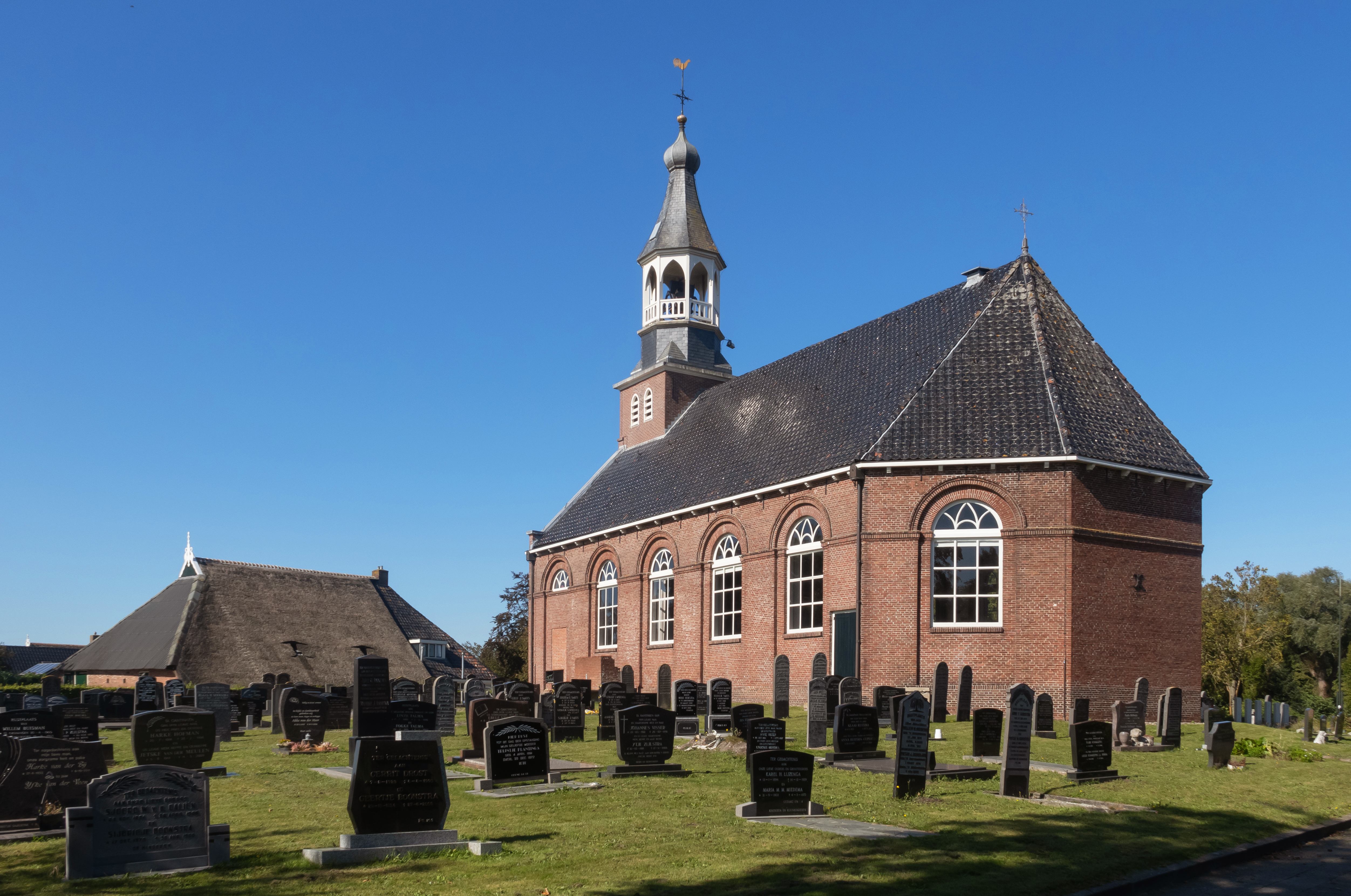
Damwoude, die Akkerwoude Kirche
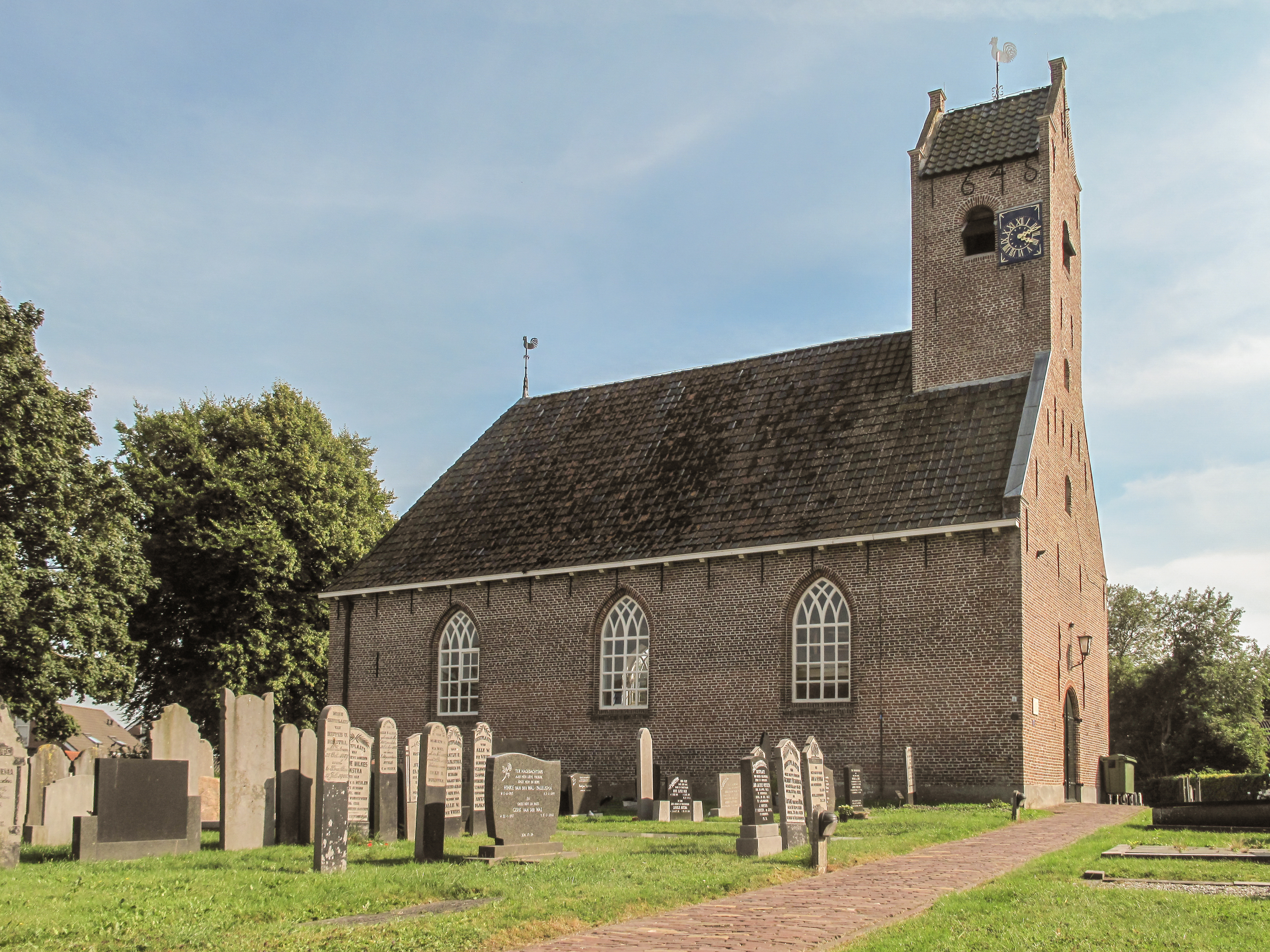
Veenwouden, Kirche: die Johanneskerk
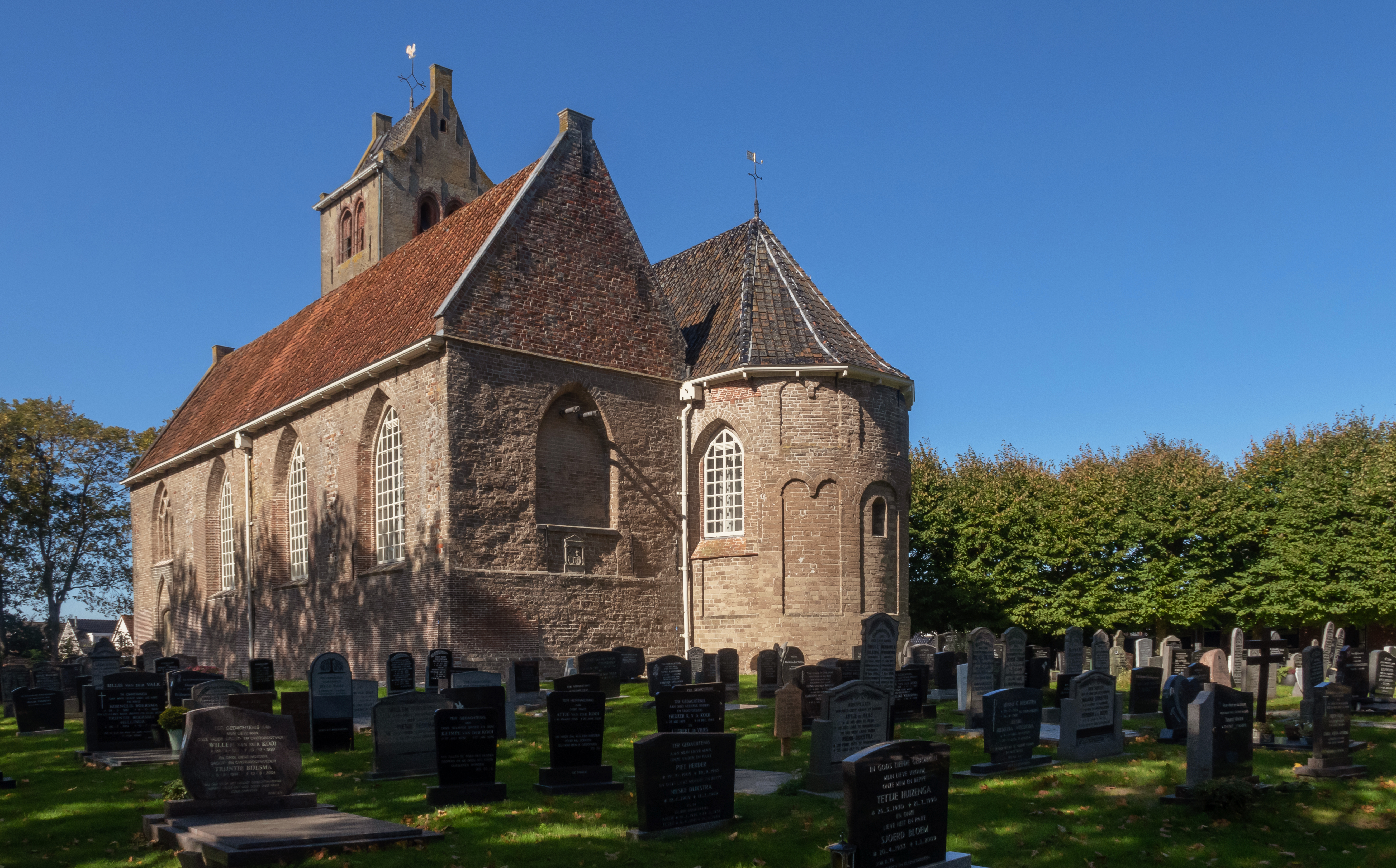
Rinsumageest, Kirche: die Alexanderkerk

## In der Gemeinde geboren
- Tsead Bruinja (* 1974 im Ort Rinsumageast), Lyriker in niederländischer und westfriesischer Sprache
- Sipke Ernst (* 1979 im Ort Damwâld), Schachmeister